# Omonia Nicosia
Omonia Nicosia (Grieks: Αθλητικός Σύλλογος Ομόνοια Λευκωσίας) is een Cypriotische sportclub uit de hoofdstad Nicosia. Er wordt competitie gespeeld in voetbal en volleybal.

## Voetbalafdeling
In 1948 splitste een deel van APOEL Nicosia zich af vanwege politieke standpunten en richtte Omonia op. De club werd ook succesvol en is de aartsrivaal van Apoel. De club speelde in 1953 voor het eerst in de hoogste klasse.
De eerste titel werd in 1961 binnen gehaald en van 1974 tot 1979 werd de club zes keer op rij kampioen. Op Europees vlak kon de club echter niet wedijveren met de grote teams. In 1980 verloor de club met 10-0 tegen AFC Ajax in de Europacup I, de terugwedstrijd in Nicosia werd wel met 4-0 gewonnen. Ook in de jaren 80 was de club nog succesvol, maar in de jaren 90 domineerde Anorthosis Famagusta de competitie. In 2001 en 2003 werd de club opnieuw kampioen. Deze prestatie werd herhaald in 2010.
Henk Houwaart en Arie Haan waren enige tijd trainer van Omonia Nicosia; Gunter Thiebaut en Khalid Sinouh speelden er elk een seizoen. Stijn Vreven keerde in 2006 na enkele weken Cyprus snel weer terug naar Nederland.

### Erelijst
- Landskampioen (21x)

in 1961, 1966, 1972, 1974, 1975, 1976, 1977, 1978, 1979, 1981, 1982, 1983, 1984, 1985, 1987, 1989, 1993, 2001, 2003, 2010, 2021
- Beker van Cyprus (16x)

Winnaar in 1965, 1972, 1974, 1980, 1981, 1982, 1983, 1988, 1991, 1994, 2000, 2005, 2011, 2012, 2022, 2023
- Supercup (17x)

Winnaar in 1966, 1979, 1980, 1981, 1982, 1983, 1987, 1988, 1989, 1991, 1994, 2001, 2003, 2005, 2010, 2013, 2022

### In Europa
Omonia Nicosia speelt sinds 1965 in diverse Europese competities. Hieronder staan de competities en in welke seizoenen de club deelnam:
- Champions League (6x)

1993/94, 2001/02, 2003/04, 2010/11, 2020/21, 2021/22
- Europacup I (14x)

1966/67, 1972/73, 1975/76, 1976/77, 1977/78, 1978/79, 1979/80, 1981/82, 1982/83, 1983/84, 1984/85, 1985/86, 1987/88, 1989/90
- Europa League (11x)

2009/10, 2010/11, 2011/12, 2012/13, 2013/14, 2014/15, 2015/16, 2016/17, 2020/21, 2021/22, 2022/23
- Conference League (4x)

2021/22, 2023/24, 2024/25, 2025/26
- Europacup II (5x)

1965/66, 1980/81, 1988/89, 1991/92, 1994/95
- UEFA Cup (11x)

1986/87, 1990/91, 1995/96, 1998/99, 1999/00, 2000/01, 2004/05, 2005/06, 2006/07, 2007/08, 2008/09
Bijzonderheden Europese competities:
| Bijzonderheid                 | Datum      | Tegenstander      | Uitslag | Plaats    | Naam            | Aantal |
| ----------------------------- | ---------- | ----------------- | ------- | --------- | --------------- | ------ |
| Hoogste overwinning           | 03-10-1979 | FC Differdange 03 | 6-1     | Nicosia   |                 |        |
| Hoogste nederlaag             | 24-10-1979 | AFC Ajax          | 0-10    | Amsterdam |                 |        |
| Speler met meeste wedstrijden | 02-10-2008 |                   |         |           | Costas Kaiafas  | 40     |
| Speler met meeste doelpunten  | 06-08-2003 |                   |         |           | Sotiris Kaiafas | 12     |

UEFA Club Ranking: 107 (17-08-2024)

### Bekende (oud-)spelers
- Jarchinio Antonia
- Ziguy Badibanga
- Demetris Christofi
- Gotsja Gogritsjiani
- Faysel Kasmi
- Davit Kizilasjvili
- Lomana LuaLua
- Hedwiges Maduro
- Pieter Mbemba
- Anders Nielsen
- Giorgos Savvidis
- Khalid Sinouh
- Robert Špehar
- Gunter Thiebaut
- Dušan Tittel
- Stijn Vreven

### Bekende (Oud-)Trainers
- Giorgos Savvidis

## Volleybalafdeling

### Erelijst
Bekerwinnaar : 1999, 2006, 2009